# Marginalisierung

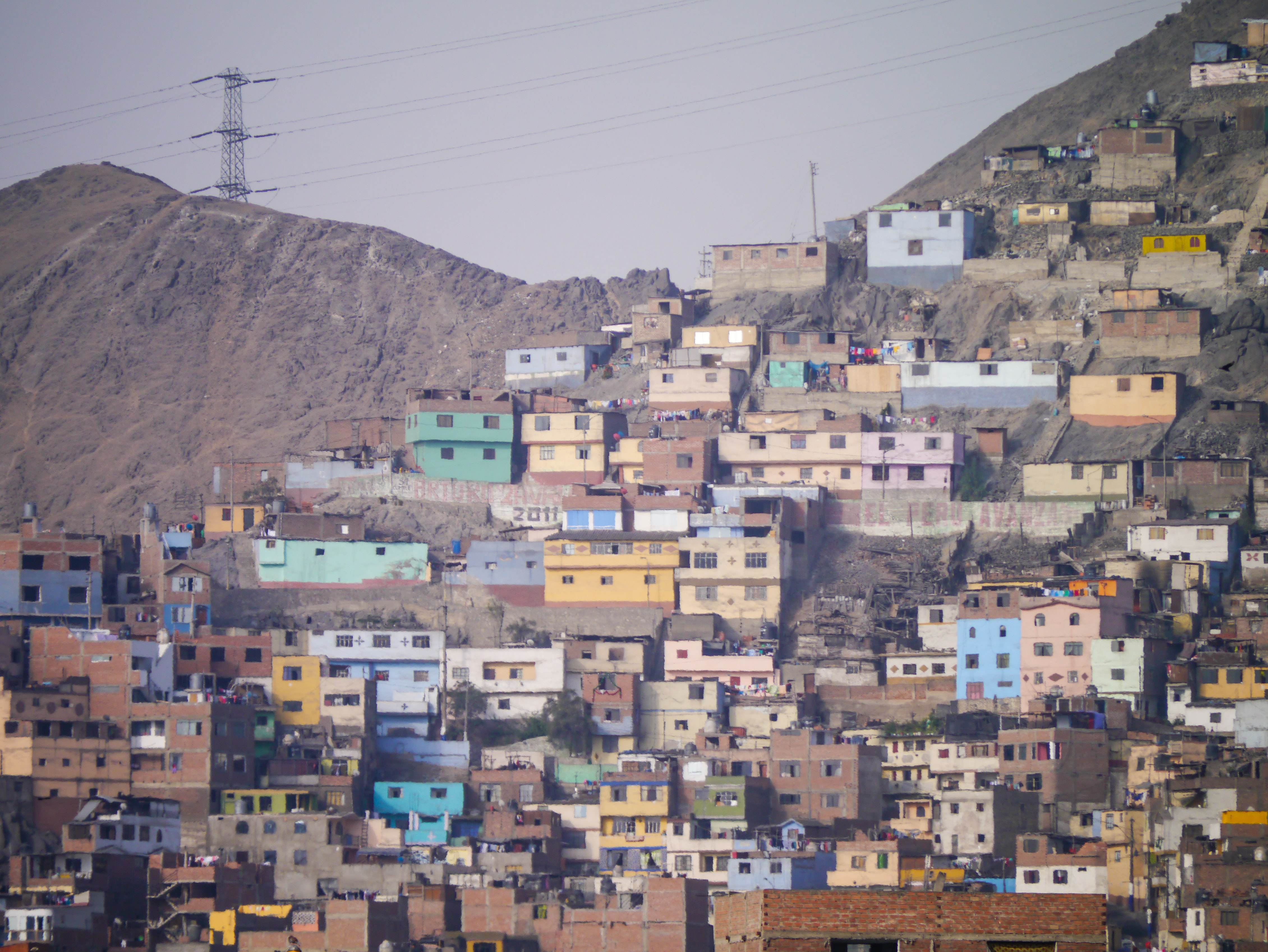
Marginalsiedlung, eine Vorstadt von Lima, 2013

Marginalisierung (von lateinisch margo „Rand“: Abschiebung ins Abseits) ist ein sozialer Vorgang, bei dem Bevölkerungsgruppen an den „Rand der Gesellschaft“ gedrängt werden und dadurch nur wenig am wirtschaftlichen, kulturellen und politischen Leben teilnehmen können. Im extremen Fall endet Marginalisierung für die Betroffenen in Krankheit oder sogar Hungertod. Marginalisierung ist eine Form der Akkulturation und hängt häufig mit der Aufgabe der kulturellen oder ethnischen Identität zusammen.
Die Existenz in den Randbereichen einer sozialen Gruppe, Schicht oder Klasse wird auch als Marginalität bezeichnet („Randexistenz“). Ein klassisches Beispiel sind die Elendsviertel (Slums, Favelas) von Städten in Entwicklungsländern, beispielsweise im indischen Mumbai oder im peruanischen Lima, welche sich durch Informalität wie illegaler Besitznahme von Land und ungenehmigtem Bau von Unterkünften auszeichnen.
Die amerikanische Politikwissenschaftlerin Iris Marion Young bestimmte 2002 die Marginalisierung als einen von fünf Faktoren, die zusammen „soziale Unterdrückung“ kennzeichnen, neben Ungerechtigkeit, Gewalt, Kulturimperialismus und Machtlosigkeit.
Der deutsche Soziologe Christopher Wimmer versteht unter »Marginalisierung« Phänomene, die sich in der Nähe dessen bewegen, was von anderer Seite als »absolute Armut« oder »Exklusion« bezeichnet wird, jedoch darüber hinausgehen. Soziale Marginalisierung meint zunächst den Vorgang der (materiellen und symbolischen) Positionierung am Rand gesellschaftlicher ›Norm‹. Marginalisierung in verschiedenen Bereichen kann sich zudem wechselseitig verstärken und für die betroffenen Menschen zur Aufgabe der sozialen Identität sowie zu Krankheit und Tod führen. Ein dritter Aspekt gesellschaftlicher Marginalisierung beinhaltet gesellschaftliche Zuschreibungen, denen Betroffene ausgesetzt sind. Demnach sei das individuelle Verhalten von armen oder erwerbslosen Menschen für ihre soziale Position verantwortlich. Mit dieser Vorstellung, die soziale Ungleichheit am Ende zu einer moralischen Frage macht, wird marginalisierten Menschen ihre gesellschaftliche Respektabilität abgesprochen.